# Taluak Bayua
Taluak Bayua is een bestuurslaag in het regentschap Padang van de provincie West-Sumatra, Indonesië. Taluak Bayua telt 3053 inwoners (volkstelling 2010).